# Mont Driskill
Le mont Driskill (Driskill Mountain en anglais) est le point culminant de l'État de Louisiane aux États-Unis avec une altitude de 163 mètres et est localisé dans la paroisse de Bienville.
Il s'agit plutôt d'une grande colline que d'une montagne contrairement à son appellation en anglais. Le mont Driskill est une formation de terre créée par l'érosion de sédiments non-pétrifiés au Paléogène.